# Barbara Aland
Barbara Aland (nata Barbara Ehlers; Amburgo, 12 aprile 1937 – Herdecke, 10 novembre 2024) è stata una teologa, grecista e filologa classica tedesca, fino al 2002 docente di ricerca del Nuovo Testamento e di storia della Chiesa presso l'Università di Münster.

## Biografia
Dopo essersi laureata in teologia e filologia classica all'Università di Francoforte, Marburgo e Kiel, nel '64 completò il dottorato a Francoforte con una tesi su Eschine Socratico. Nel '69 conseguì la licenza presso la Facoltà di Studi Orientali del Pontificio istituto biblico di Roma. Fu abilitata all'insegnamento universitario all'Università di Gottinga con una dissertazione sullo gnostico siriano Bardesane di Edessa. A partire dal 1972 rivestì il ruolo di docente privato, quindi di professore di storia della chiesa e ricerca sul Nuovo Testamento presso la facoltà teologica protestante dell'Università di Münster.
Nel 1983 fu nominata direttrice dell'Istituto per la ricerca testuale sul Nuovo Testamento che era stato fondato nel 1959 dal marito Kurt Aland, nonché direttrice del Museo biblico di Münster.

## Attività
Barbara Aland acquisì una notorietà internazionale grazie al contributo al Nestle-Aland Novum Testamentum Graece, edizione critica del Nuovo Testamento, a cui lavorò insieme al marito Kurt Aland. I due coniugi collaborarono in modo significativo con un gruppo internazionale interconfessionale di teologi che si occupò dell'approvazione e dell'aggiornamento dei testi.
Inoltre nel 1997 pubblicò i primi testi dell'Editio Critica Maior del Nuovo Testamento, che fu la prima edizione basata sulla tradizione completa dei manoscritti Greci, delle citazioni patristiche e delle versioni antiche.
Nel 1999 fu membro fondatore dell'"Academia Platonica Septima Monasteriensis" che si dedicò agli scritti dei primi interpreti di Platone dall'antichità fino al Rinascimento, con l'obbiettivo di promuovere lo studio dei testi platonici.

## Premi e riconoscimenti
Barbara Aland ricevette le seguenti lauree honoris causa:
- 1988: "D.Litt." (Dottore in Letteratura), Wartburg College (Waverly/Iowa)
- 1989: "D.D." (Doctor of Divinity), Mount Saint Mary's College (Emmitsburg/Maryland)
- 2008: "Dr. theol. h.c.", (Dottore in Teologia), Università di Halle-Wittenberg.[3]

Inoltre, ricevette i riconoscimenti di seguito riportati:
- 1998: Paulus-Plakette di Münster, Germania[4] ;
- 2005: fellow di Clare Hall, Università di Cambridge[5];
- 2006: Membro dell'Accademia Reale delle Arti e delle Scienze dei Paesi Bassi[6];
- 2011: Cavaliere di Gran Croce dell'Ordine al merito di Germania[7];
- 2016: Medaglia Burkitt per gli studi biblici.[8]

## Opere
Monografie
- (come Barbara Ehlers): Eine vorplatonische Deutung des sokratischen Eros. Der Dialog Aspasia des Sokratikers Aischines. Diss. Frankfurt am Main 1964, pubblicato nel 1966 (Radio 24Zetemata, n. 41).
- (con Kurt Aland): Der Text des Neuen Testaments. Einführung in die wissenschaftlichen Ausgaben sowie in Theorie und Praxis der modernen Textkritik, 1982.
  - traduzione inglese: The text of the New Testament. An introduction to the critical editions and to the theory and practice of modern textual criticism. 1987.
- Erziehung durch Kirchengeschichte? Ein Plädoyer für mehr Kirchengeschichte im Religionsunterricht. Published: Idea e.V., 1984.
- Frühe direkte Auseinandersetzung zwischen Christen, Heiden und Häretikern. 2005.
- Was ist Gnosis? Studien zum frühen Christentum, zu Marcion und zur kaiserzeitlichen Philosophie. 2009

Edizioni del Nuovo Testamento
- A Textual Commentary on the Greek New Testament. A Companion Volume to the United Bible Societies Greek New Testament (third edition) by B. M. Metzger on behalf of and in cooperation with the Editorial Committee of the United Bible Societies Greek New Testament K. Aland, M. Black, C. M. Martini, B. M. Metzger and A. Wikgren, 1971.
- Novum Testamentum Graece post Eberhard Nestle et Erwin Nestle communiter ed. K. Aland, M. Black, C. M. Martini, B. M. Metzger, A. Wikgren, apparatum criticum recens. et editionem novis curis elaborav. K. Aland et B. Aland una cum Instituto studiorum textus Novi Testamenti Monasteriensi (Westphalia), 26. Aufl., 1979.
- Novum Testamentum Latine. Novam Vulgatam Bibliorum Sacrorum Editionem secuti apparatibus titulisque additis ediderunt Kurt Aland et Barbara Aland una cum Instituto studiorum textus Novi Testamenti Monasteriensi, 1984.
- Griechisch-deutsches Wörterbuch zu den Schriften des Neuen Testaments und der frühchristlichen Literatur by Walter Bauer. 6., völlig neu bearbeitete Auflage im Institut für Neutestamentliche Textforschung/Münster unter besonderer Mitwirkung von Viktor Reichmann hrsg. von Kurt Aland und Barbara Aland, 1988.

Pubblicazioni
- Gnosis. Festschrift für Hans Jonas, in Verbindung mit Ugo Bianchi, hrsg. von Barbara Aland, 1978.
- Günther Zuntz: Lukian von Antiochien und der Text der Evangelien. Hrsg. von Barbara Aland und Klaus Wachtel. Mit einem Nachruf auf den Author von Martin Hengel, 1995.
- Die Weltlichkeit des Glaubens in der Alten Kirche. Festschrift für Ulrich Wickert zum siebzigsten Geburtstag. In Verbindung mit Barbara Aland und Christoph Schäublin hrsg. von Dietmar Wyrwa, 1997.
- Literarische Konstituierung von Identifikationsfiguren in der Antike, hrsg. von Barbara Aland, 2003.